# 윤지영의 오후의 발견
윤지영의 오후의 발견은 2006년 4월 24일부터 2020년 11월 15일까지 14년간 대전MBC FM4U에서 매일 오후 4시부터 방송했던 라디오 프로그램이다.

## 같이 보기
- 오후의 발견
- 대전문화방송
- MBC FM4U

| 대전MBC FM4U                    |                       |                   |
| 이전                            | 윤지영의 오후의 발견  | 다음              |
| 2시의 데이트 뮤지, 안영미입니다 | 윤지영의 오후의 발견  | 배철수의 음악캠프 |
| 오후 2시 ~ 오후 4시             | 오후 4시 ~ 저녁 6시   | 저녁 6시 ~ 밤 8시 |
| 전국방송                        | 대전세종충남 지역방송 | 전국방송          |

## 역대 프로그램
| 대전MBC FM4U 오후 4시대 프로그램             | 대전MBC FM4U 오후 4시대 프로그램                          | 대전MBC FM4U 오후 4시대 프로그램 |
| 이전 작품                                    | 작품명                                                    | 다음 작품                        |
| -------------------------------------------- | --------------------------------------------------------- | -------------------------------- |
| 가요산책 (1983년 9월 26일 ~ 2006년 4월 23일) | 윤지영의 오후의 발견 (2006년 4월 24일 ~ 2020년 11월 15일) | 폐지                             |